# Lester Bangs
Leslie Conway „Lester” Bangs (n. 13 decembrie 1948, Escondido⁠(d), California, SUA – d. 30 aprilie 1982, New York City, New York, SUA) a fost un jurnalist muzical, critic, autor și muzician american. A scris articole pentru revistele Creem⁠(d) și Rolling Stone, devenind cunoscut pentru influențat sa asupra criticismului rock. Criticul muzical Jim DeRogatis⁠(d) l-a descris drept „cel mai mare critic rock al Americii”.

## Biografie
Bangs s-a născut în Escondido, California⁠(d), fiul lui Norma Belle (născută Clifton) și al lui Conway Leslie Bangs, șofer de camion. Ambii părinți erau din Texas: tatăl său din Enloe⁠(d) și mama sa din Pecos County. Norma Belle era de confesiune martor al lui Iehova. Conway a murit într-un incendiu când Leslie era copil. La vârsta de 11 ani, s-a mutat împreună cu mama sa în El Cajon⁠(d), tot în comitatul San Diego. Acesta a fost influențat de generația beat (în special William S. Burroughs), de muzicienii John Coltrane și Miles Davis, de benzile desenate și literatura științifico-fantastică. A fost asociat cu The San Diego Door⁠(d), un ziar clandestin⁠(d) de la sfârșitul anilor 1960.

## Cariera

### Rolling Stone
Bangs a devenit scriitor independent în 1969, după ce a citit un anunț în revista Rolling Stone în care se solicitau recenzii din partea cititorilor. Primul său articol acceptat a fost o recenzie negativă a albumului Kick Out the Jams⁠(d) al formației MC5⁠(d).
Recenzia primului album al formației Black Sabbath publicată în Rolling Stone a fost extrem de negativă, considerându-i pe aceștia drept imitatori ai grupului Cream.
La moartea artistei Janis Joplin în 1970 ca urmare a unei supradoze de droguri, Bangs menționa că „nu este tulburător doar faptul că astfel de decese premature au devenit ceva obișnuit, ci că le-am acceptat ca fiind ceva normal atât de repede”.
În 1973, Jann Wenner⁠(d) l-a concediat pe Bangs pentru „insultarea muzicienilor” după o recenzie deosebit de dură a grupului Canned Heat.

### Creem
Bangs a început să lucreze pentru revista Creem din Detroit în 1970. În 1971, a scris un articol despre Alice Cooper, iar la scurt timp după aceea s-a mutat la Detroit. Numit editor al revistei Creem în 1971, Bangs s-a îndrăgostit de Detroit, numind orașul drept „singura speranță a muzicii rock” și a rămas acolo timp de cinci ani.
La începutul anilor 1970, Bangs și alți scriitori din personalul Creem au început să folosească termenul punk rock pentru a desemna genul interpretat de formațiile de garage rock ale anilor 1960 și de formații mai contemporane precum MC5 și Iggy and the Stooges. Articolele lor au schițat o parte din cadrul conceptual al mișcărilor punk și new wave, care au apărut în New York, Londra și în alte orașe în următoarea decadă. Aceștia obișnuiau să scrie articole despre noile curente muzicale încă de la apariția lor și să abordeze exhaustiv fenomenul. Bangs era îndrăgostit de muzica noise⁠(d) a lui Lou Reed,, iar Creem a contribuit semnificativ la popularizarea unor artiști precum Reed, David Bowie, Roxy Music, Captain Beefheart, Blondie, Brian Eno și New York Dolls⁠(d) cu câțiva ani înainte ca aceștia să ajungă în presa mainstream. Bangs a scris eseul/interviul „Let Us Now Praise Famous Death Dwarves⁠(d)” dspre Reed în 1975. Creem a fost, de asemenea, printre primele reviste care au publicat numeroase recenzii despre formațiile de hard rock și heavy metal precum Motörhead, Kiss, Judas Priest și Van Halen.
După ce a părăsit Creem în 1976, a continuat să scrie articole pentru The Village Voice⁠(d), Penthouse, Playboy, New Musical Express și multe alte publicații.

## Moartea
Bangs a încetat din viață în New York City pe 30 aprilie 1982 la vârsta de 33 de ani. Era bolnav de gripă și a suferit o supradoză accidentală cu dextropropoxifen, diazepam și NyQuil.
Conform biografiei Let It Blurt al autorului Jim DeRogatis, în ziua morții sale, Bangs a cumpărat o copie a albumul Dare⁠(d) al formației engleze de synthpop The Human League⁠(d). Mai târziu în acea noapte, prietenul lui Bangs l-a găsit inconștient pe o canapea în apartamentul său. DeRogatis menționa că „[Albumul] Dare se învârtea pe patefon, iar acul era blocat pe ultima canelură”.

## Stilul literar și criticismul cultural
Criticismul lui Bangs era plin de referințe culturale, nu numai la muzica rock, ci și la literatură și filozofie. Stilul său radical și confruntativ a influențat alți autori din punk rock și mișcările sociale/politice asociate genului.
Fiind el însuși membrul unei formații, acesta apărea uneori pe scenă în timpul unor concerte susținute de diferite grupuri. La un moment dat, în timpul unui concert al formației The J. Geils Band⁠(d), Bangs s-a urcat pe scenă cu mașina de scris în mână și a început să scrie o recenzie a evenimentului în văzul tuturor.
În 1979, Bangs a scris pentru The Village Voice⁠(d) un articol intitulat „The White Noise Supremacists” despre rasismul prezent pe scena muzicii punk. Acesta și-a reexaminat atât propriile acțiuni și cuvinte, cât și pe cele ale colegilor săi ca urmare a utilizării unor simboluri naziste, discursuri și imagini rasiste de către unele formații pentru „a șoca publicul⁠(d)”. Bangs a ajuns la concluzia că șocul generat de aceste imagini și discursuri provoacă indignare în rândul unor membri ai comunității, precizând că este stânjenit de faptul că a luat parte la aceste comportamente rasiste. De asemenea, a lăudat efortul activiștilor din Rock Against Racism⁠(d) și Rock Against Sexism⁠(d).

## În cultura populară
- Bangs este menționat în melodia „It's the End of the World as We Know It (And I Feel Fine)⁠(d)” a formației R.E.M.
- Bangs este subiectul melodiei „Lester Bangs Stereo Ghost” de pe albumul din 1992 Drinking With The Poet al lui Scott B. Sympathy⁠(d).
- Fragmente dintr-un interviu cu Lester Bangs au apărut în ultimele două episoade ale documentarului realizat de Tony Palmer All You Need Is Love: The Story of Popular Music⁠(d).
- În filmul Aproape celebri (2000), regizat de Cameron Crowe⁠(d) (el însuși un fost scriitor pentru Rolling Stone), Bangs este interpretat de actorul Philip Seymour Hoffman ca mentor al protagonistului William Miller.
- Documentarul A Box Full of Rocks: The El Cajon Years of Lester Bangs (2013), regizat de Raul Sandelin, discută despre copilăria și cariera de scriitor a lui Bangs.
- O piesă off-Broadway⁠(d) despre Bangs - intitulată How to Be a Rock Critic - a avut premiera în 2018 și a fost interpretată în mai multe orașe din Statele Unite. A fost interpretat de Erik Jensen⁠(d), iar piesa a fost regizat de Jessica Blank⁠(d).[38][39]

## Lucrări

### De Lester Bangs
- Recenzia albumului Kick Out The Jams – Primul articol scris de Bangs pentru Rolling Stone
- „How Long Will We Care?" Necrologul lui Elvis Presley. The Village Voice, 28 august 1977
- „The Greatest Album Ever Made", Revista Creem (1976) — despre albumul Metal Machine Music⁠(d) de Lou Reed
- „Stranded", (1979) — despre albumul Astral Weeks⁠(d) de Van Morrison
- Blondie, Fireside Book, 1980. ISBN 0-671-25540-1, 91 p.
- Rod Stewart, Paul Nelson & Lester Bangs, Putnam Group, 1981. ISBN 0-933-38808-7, 159 p.
- Psychotic Reactions and Carburetor Dung: The Work of a Legendary Critic, colecție de eseuri, Greil Marcus, ed. Anchor Press, 1988. (ISBN 0-679-72045-6)
- Main Lines, Blood Feasts, and Bad Taste: A Lester Bangs Reader, colecție de eseuri, John Morthland, ed. Anchor Press, 2003. (ISBN 0-375-71367-0)

### Despre Lester Bangs
- Let it Blurt: The Life and Times of Lester Bangs, America's Greatest Rock Critic, biografie, Jim Derogatis. Broadway Books, 2000. (ISBN 0-7679-0509-1).
- How To Be A Rock Critic, piesă de teatru, Jessica Blank și Erik Jensen. Kirk Douglas Theater, Steppenwolf Theatre Company, Public Theater, more; 2015–2018.